# Encinas de Abajo (kommunhuvudort)
Encinas de Abajo är en kommunhuvudort i Spanien. Den ligger i provinsen Provincia de Salamanca och regionen Kastilien och Leon, i den centrala delen av landet, 160 km väster om huvudstaden Madrid. Encinas de Abajo ligger 794 meter över havet och antalet invånare är 648.
Terrängen runt Encinas de Abajo är platt. Runt Encinas de Abajo är det glesbefolkat, med 11 invånare per kvadratkilometer. Närmaste större samhälle är Salamanca, 16,7 km väster om Encinas de Abajo. Trakten runt Encinas de Abajo består till största delen av jordbruksmark.